# Bālānder
Bālānder (persiska: بالاندَرِ سُفلَى, بالاندِرِ سادات, بالاندِر, بالاندَر, بالاندر, Bālāndar-e Soflá) är en ort i Iran.   Den ligger i provinsen Kermanshah, i den västra delen av landet, 400 km väster om huvudstaden Teheran. Bālānder ligger 1 474 meter över havet och antalet invånare är 129.
Terrängen runt Bālānder är huvudsakligen kuperad, men söderut är den bergig. Runt Bālānder är det ganska tätbefolkat, med 56 invånare per kvadratkilometer. Närmaste större samhälle är Harsīn, 19,2 km norr om Bālānder. Omgivningarna runt Bālānder är i huvudsak ett öppet busklandskap.